# Plaque d'immatriculation polonaise

Plaque polonaise (ville-district de Gliwice).

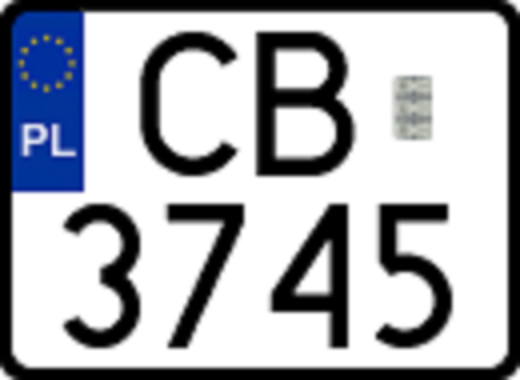
Plaque polonaise sur 2 lignes (ville-district de Bydgoszcz).

Une plaque d'immatriculation polonaise est un dispositif permettant l'identification d'un véhicule du parc automobile polonais. Par exemple,au début de la plaque, KRA ou KR signifie que le véhicule portant la plaque est acheté à Cracovie, dans la Voïvodie de Petite Pologne.

## Généralités
Selon la législation polonaise, la plaque d'immatriculation est liée au véhicule (comme en France) et pas au propriétaire (comme en Suisse). Il n'est pas possible pour un propriétaire de conserver le numéro minéralogique pour l'utiliser sur une voiture différente, même si c'est un numéro personnalisé. 
Les plaques d'immatriculation sont délivrées par le powiat (district) du lieu de résidence du propriétaire du véhicule pour les personnes physiques et par celui du siège de l'entreprise pour les personnes morales.
Quand un véhicule change de mains, le nouveau propriétaire doit établir une demande d'immatriculation à l'administration pour obtenir une nouvelle plaque d'immatriculation. Quand l'ancien et le nouveau propriétaire habitent dans le même powiat, le numéro minéralogique peut être conservé.

## Plaques normales

### Format

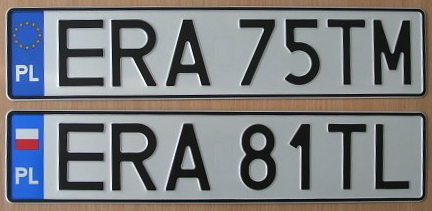
Haut: Plaque d'immatriculation Polonaise depuis le 1er mai 2006/ Bas: Plaque polonaise entre le 1er mai 2000 et 30 avril 2006

Les plaques d'immatriculation polonaises actuelles sont de couleur blanche avec un liseré noir. Les caractères sont également noirs. Voici des exemples ci-dessus :  ERA 75TM et  ERA 81TL. 
Chaque numéro minéralogique est constitué d'un code géographique et d'un numéro de série, séparés par un autocollant. Les plaques d'immatriculation ne sont pas valides sans ces deux autocollants holographiques (un à l'avant et un à l'arrière). 
Le code géographique commence par une lettre qui correspond à la voïvodie (ci-contre, E pour la voïvodie de Łódź). Suivent une ou deux lettres supplémentaires qui permettent d'identifier le district (powiat) ou la ville-district  (ci-contre RA pour le Powiat de Radomsko). 
Le numéro de série est une suite de 4 et/ou 5 lettres ou chiffres.

### Codes géographiques

#### Cartes des codes géographiques

Carte des lettres attribuées à chaque voïvodie.

|  | - B - Voïvodie de Podlachie - C - Voïvodie de Couïavie-Poméranie - D - Voïvodie de Basse-Silésie - E - Voïvodie de Łódź - F - Voïvodie de Lubusz - G - Voïvodie de Poméranie - K - Voïvodie de Petite-Pologne - L - Voïvodie de Lublin - N - Voïvodie de Varmie-Mazurie - O - Voïvodie d'Opole - P - Voïvodie de Grande-Pologne - R - Voïvodie des Basses-Carpates - S - Voïvodie de Silésie - T - Voïvodie de Sainte-Croix - W - Voïvodie de Mazovie - Z - Voïvodie de Poméranie occidentale | Carte de la Pologne avec les districts et villes-districts. |

#### Liste des codes géographiques
Plaques d'immatriculation polonaises, classées par voïvodies :
| Dolnośląskie (Basse-Silésie) | Kujawsko-Pomorskie (Couïavie-Poméranie) | Łódzkie (Lodz) | Lubelskie (Lublin) |
| --- | --- | --- | --- |
| DB - Powiat de Wałbrzych DBL - Powiat de Bolesławiec DDZ - Powiat de Dzierżoniów DGL - Powiat de Głogów DGR - Powiat de Góra DJ - Jelenia Góra DJA - Powiat de Jawor DJE - Powiat de Jelenia Góra DKA - Powiat de Kamienna Góra DKL - Powiat de Kłodzko DL - Legnica DLB - Powiat de Lubań DLE - Powiat de Legnica DLU - Powiat de Lubin DLW - Powiat de Lwówek Śląski DMI - Powiat de Milicz DOA - Powiat d'Oława DOL - Powiat d'Oleśnica DPL - Powiat de Polkowice DSR - Powiat de Środa Śląska DST - Powiat de Strzelin DSW - Powiat de Świdnica DTR - Powiat de Trzebnica DW - Wrocław DWL - Powiat de Wołów DWR - Powiat de Wrocław DZA - Powiat de Ząbkowice Śląskie DZG - Powiat de Zgorzelec DZL - Powiat de Złotoryja | CAL - Powiat d'Aleksandrów Kujawski CB - Bydgoszcz CBR - Powiat de Brodnica CBY - Powiat de Bydgoszcz CCH - Powiat de Chełmno CG - Grudziądz CGD - Powiat de Golub-Dobrzyń CGR - Powiat de Grudziądz CIN - Powiat d'Inowrocław CLI - Powiat de Lipno CMG - Powiat de Mogilno CNA - Powiat de Nakło CRA - Powiat de Radziejów CRY - Powiat de Rypin CSE - Powiat de Sępólno CSW - Powiat de Świecie CT - Toruń CTR - Powiat de Toruń CTU - Powiat de Tuchola CW - Włocławek CWA - Powiat de Wąbrzeźno CWL - Powiat de Włocławek CZN - Powiat de Żnin | EBE - Powiat de Bełchatów EBR - Powiat de Brzeziny EKU - Powiat de Kutno EL - Łódź ELA - Powiat de Łask ELC - Powiat de Łowicz ELE - Powiat de Łęczyca ELW - Powiat de Łódź-est EOP - Powiat d'Opoczno EP - Piotrków Trybunalski EPA - Powiat de Pabianice EPD - Powiat de Poddębice EPI - Powiat de Piotrków EPJ - Powiat de Pajęczno ERA - Powiat de Radomsko ERW - Powiat de Rawa ES - Skierniewice ESI - Powiat de Sieradz ESK - Powiat de Skierniewice ETM - Powiat de Tomaszów Mazowiecki EWE - Powiat de Wieruszów EWI - Powiat de Wieluń EZD - Powiat de Zduńska Wola EZG - Powiat de Zgierz | LB - Biała Podlaska LBI - Powiat de Biała Podlaska LBL - Powiat de Biłgoraj LC - Chełm LCH - Powiat de Chełm LHR - Powiat de Hrubieszów LJA - Powiat de Janów Lubelski LKR - Powiat de Kraśnik LKS - Powiat de Krasnystaw LLB - Powiat de Lubartów LLE - Powiat de Łęczna LLU - Powiat de Łuków LOP - Powiat d'Opole Lubelskie LPA - Powiat de Parczew LPU - Powiat de Puławy LRA - Powiat de Radzyń Podlaski LRY - Powiat de Ryki LSW - Powiat de Świdnik LTM - Powiat de Tomaszów Lubelski LU - Lublin LUB - Powiat de Lublin LWL - Powiat de Włodawa LZ - Zamość LZA - Powiat de Zamość |
| Lubuskie (Lubusz) | Małopolskie (Petite-Pologne) | Mazowieckie (Mazovie) | Opolskie (Opole) |
| FG - Gorzów Wielkopolski FGW - Powiat de Gorzów FKR - Powiat de Krosno Odrzańskie FMI - Powiat de Międzyrzecz FNW - Powiat de Nowa Sól FSD - Powiat de Strzelce-Drezdenko FSL - Powiat de Słubice FSU - Powiat de Sulęcin FSW - Powiat de Świebodzin FWS - Powiat de Wschowa FZ - Zielona Góra FZA - Powiat de Żary FZG - Powiat de Żagań FZI - Powiat de Zielona Góra | KBC - Powiat de Bochnia KBR - Powiat de Brzesko KCH - Powiat de Chrzanów KDA - Powiat de Dąbrowa KGR - Powiat de Gorlice KLI - Powiat de Limanowa KMI - Powiat de Miechów KMY - Powiat de Myślenice KN - Nowy Sącz KNS - Powiat de Nowy Sącz KNT - Powiat de Nowy Targ KOL - Powiat d'Olkusz KOS - Powiat d'Oświęcim KPR - Powiat de Proszowice KR - Cracovie KRA - Powiat de Cracovie KSU - Powiat de Sucha KT - Tarnów KTA - Powiat de Tarnów KTT - Powiat des Tatras KWA - Powiat de Wadowice KWI - Powiat de Wieliczka                          | WA - Varsovie-Białołęka WB - Varsovie-Bemowo WBR - Powiat de Białobrzegi WCI - Powiat de Ciechanów WD - Varsovie-Bielany WE - Varsovie-Mokotów WF - Varsovie-Praga Południe WG - Powiat de Garwolin WGM - Powiat de Grodzisk Mazowiecki WGR - Powiat de Grójec WGS - Powiat de Gostynin WH - Varsovie-Praga Północ WI - Varsovie-Śródmieście WJ - Varsovie-Targówek WK - Varsovie-Ursus WKZ - Powiat de Kozienice WL - Powiat de Legionowo WLI - Powiat de Lipsko WLS - Powiat de Łosice WM - Powiat de Mińsk WMA - Powiat de Maków WML - Powiat de Mława WN - Varsovie-Ursynów WND - Powiat de Nowy Dwór Mazowiecki WO - Ostrołęka WOR - Powiat d'Ostrów Mazowiecka WOS - Powiat d'Ostrołęka WOT - Powiat d'Otwock WP - Płock WPI - Powiat de Piaseczno WPL - Powiat de Płock WPN - Powiat de Płońsk WPR - Powiat de Pruszków WPU - Powiat de Pułtusk WPY - Powiat de Przysucha WPZ - Powiat de Przasnysz WR - Radom WRA - Powiat de Radom WS - Siedlce WSC - Powiat de Sochaczew WSE - Powiat de Sierpc WSI - Powiat de Siedlce WSK - Powiat de Sokołów WSZ - Powiat de Szydłowiec WT - Varsovie-Wawer WU - Varsovie-Ochota WV - Wołomin WWxxxx(x)A - Varsovie-Rembertów WWxxxx(x)F - Varsovie-Wilanów WWxxxx(x)G - Varsovie-Wilanów WWxxxx(x)H - Varsovie-Wilanów WWxxxx(x)J - Varsovie-Wilanów WWxxxx(x)K - Varsovie-Włochy WWxxxx(x)M - Varsovie-Włochy WWxxxx(x)N - Varsovie-Włochy WWxxxx(x)V - Varsovie-Włochy WWxxxx(x)W - Varsovie-Wilanów WWxxxx(x)Y - Varsovie-Wesoła Les 4 ou 5 "X" sont des chiffres ou des lettres, à l'exception du Q (sur les plaques il n'y a pas de parenthèses) WWE - Powiat de Węgrów WWL - Powiat de Wołomin WWY - Powiat de Wyszków WX - Varsovie-Żoliborz WY - Varsovie-Wola WZ - Powiat de Varsovie-ouest WZU - Powiat de Żuromin WZW - Powiat de Zwoleń WZY - Powiat de Żyrardów | OB - Powiat de Brzeg OGL - Powiat de Głubczyce OK - Powiat de Kędzierzyn-Koźle OKL - Powiat de Kluczbork OKR - Powiat de Krapkowice ONA - Powiat de Namysłów ONY - Powiat de Nysa OOL - Powiat d'Olesno OP - Opole OPO - Powiat d'Opole OPR - Powiat de Prudnik OST - Powiat de Strzelce |
| Podkarpackie (Basses-Carpates) | Podlaskie (Podlachie) | Pomorskie (Poméranie) | Śląskie (Silésie) |
| RBI - Powiat des Bieszczady RBR - Powiat de Brzozów RDE - Powiat de Dębica RJA - Powiat de Jarosław RJS - Powiat de Jasło RK - Krosno RKL - Powiat de Kolbuszowa RKR - Powiat de Krosno RLA - Powiat de Łańcut RLE - Powiat de Leżajsk RLS - Powiat de Lesko RLU - Powiat de Lubaczów RMI - Powiat de Mielec RNI - Powiat de Nisko RP - Przemyśl RPR - Powiat de Przemyśl RPZ - Powiat de Przeworsk RRS - Powiat de Ropczyce-Sędziszów RSA - Powiat de Sanok RSR - Powiat de Strzyżów RST - Powiat de Stalowa Wola RT - Tarnobrzeg RTA - Powiat de Tarnobrzeg RZ - Rzeszów RZE - Powiat de Rzeszów | BAU - Powiat d'Augustów BBI - Powiat de Bielsk Podlaski BGR - Powiat de Grajewo BHA - Powiat de Hajnówka BI - Białystok BIA - Powiat de Białystok BKL - Powiat de Kolno BL - Łomża BLM - Powiat de Łomża BMN - Powiat de Mońki BS - Suwałki BSE - Powiat de Sejny BSI - Powiat de Siemiatycze BSK - Powiat de Sokółka BSU - Powiat de Suwałki BWM - Powiat de Wysokie Mazowieckie BZA - Powiat de Zambrów | GA - Gdynia GBY - Powiat de Bytów GCH - Powiat de Chojnice GCZ - Powiat de Człuchów GD - Gdańsk GDA - Powiat de Gdańsk GKA - Powiat de Kartuzy GKS - Powiat de Kościerzyna GKW - Powiat de Kwidzyn GLE - Powiat de Lębork GMB - Powiat de Malbork GND - Powiat de Nowy Dwór Gdański GPU - Powiat de Puck GS - Słupsk GSL - Powiat de Słupsk GSP - Sopot GST - Powiat de Starogard GSZ - Powiat de Sztum GTC - Powiat de Tczew GWE - Powiat de Wejherowo | SB - Bielsko-Biała SBE - Powiat de Będzin SBI - Powiat de Bielsko-Biała SBL - Powiat de Bieruń-Lędziny SC - Częstochowa SCI - Powiat de Cieszyn SCZ - Powiat de Częstochowa SD - Dąbrowa Górnicza SG - Gliwice SGL - Powiat de Gliwice SH - Chorzów SI - Siemianowice Śląskie SJ - Jaworzno SJZ - Jastrzębie-Zdrój SK - Katowice SKL - Powiat de Kłobuck SL - Ruda Śląska SLU - Powiat de Lubliniec SM - Mysłowice SMI - Powiat de Mikołów SMY - Powiat de Myszków SO - Sosnowiec SPI - Piekary Śląskie SPS - Powiat de Pszczyna SR - Rybnik SRB - Powiat de Rybnik SRC - Powiat de Racibórz ST - Tychy STA - Powiat de Tarnowskie Góry SW - Świętochłowice SWD - Powiat de Wodzisław SY - Bytom SZ - Zabrze SZA - Powiat de Zawiercie SZO - Żory SZY - Powiat de Żywiec |
| Świętokrzyskie (Sainte-Croix) | Warmińsko-Mazurskie (Varmie-Mazurie) | Wielkopolskie (Grande-Pologne) | Zachodniopomorskie (Poméranie occidentale) |
| TBU - Powiat de Busko TJE - Powiat de Jędrzejów TK - Kielce TKA - Powiat de Kazimierza TKI - Powiat de Kielce TKN - Powiat de Końskie TLW - Powiat de Włoszczowa TOP - Powiat d'Opatów TOS - Powiat d'Ostrowiec TPI - Powiat de Pińczów TSA - Powiat de Sandomierz TSK - Powiat de Skarżysko TST - Powiat de Starachowice TSZ - Powiat de Staszów | NBA - Powiat de Bartoszyce NBR - Powiat de Braniewo NDZ - Powiat de Działdowo NE - Elbląg NEB - Powiat d'Elbląg NEL - Powiat d'Ełk NGI - Powiat de Giżycko NGO - Powiat de Gołdap NIL - Powiat d'Iława NKE - Powiat de Kętrzyn NLI - Powiat de Lidzbark NMR - Powiat de Mrągowo NNI - Powiat de Nidzica NNM - Powiat de Nowe Miasto NO - Olsztyn NOE - Powiat d'Olecko NOL - Powiat d'Olsztyn NOS - Powiat d'Ostróda NPI - Powiat de Pisz NSZ - Powiat de Szczytno NWE - Powiat de Węgorzewo                                                        | PCH - Powiat de Chodzież PCT - Powiat de Czarnków-Trzcianka PGN - Powiat de Gniezno PGO - Powiat de Grodzisk Wielkopolski PGS - Powiat de Gostyń PJA - Powiat de Jarocin PK - Kalisz PKA - Powiat de Kalisz PKE - Powiat de Kępno PKL - Powiat de Koło PKN - Powiat de Konin PKR - Powiat de Krotoszyn PKS - Powiat de Kościan PL - Leszno PLE - Powiat de Leszno PMI - Powiat de Międzychód PN - Konin PNT - Powiat de Nowy Tomyśl PO - Poznań POB - Powiat d'Oborniki POS - Powiat d'Ostrów Wielkopolski POT - Powiat d'Ostrzeszów PP - Powiat de Piła PPL - Powiat de Pleszew PRA - Powiat de Rawicz PSE - Powiat de Śrem PSL - Powiat de Słupca PSR - Powiat de Środa Wielkopolska PSZ - Powiat de Szamotuły PTU - Powiat de Turek PWA - Powiat de Wągrowiec PWL - Powiat de Wolsztyn PWR - Powiat de Września PZ - Powiat de Poznań PZL - Powiat de Złotów | ZBI - Powiat de Białogard ZCH - Powiat de Choszczno ZDR - Powiat de Drawsko ZGL - Powiat de Goleniów ZGR - Powiat de Gryfino ZGY - Powiat de Gryfice ZK - Koszalin ZKA - Powiat de Kamień ZKL - Powiat de Kołobrzeg ZKO - Powiat de Koszalin ZLO - Powiat de Łobez ZMY - Powiat de Myślibórz ZPL - Powiat de Police ZPY - Powiat de Pyrzyce ZS - Szczecin ZSD - Powiat de Świdwin ZSL - Powiat de Sławno ZST - Powiat de Stargard ZSW - Świnoujście ZSZ - Powiat de Szczecinek ZWA - Powiat de Wałcz |

## Plaques de l’État, des administrations

### Ministère de l'intérieur et de l'administration

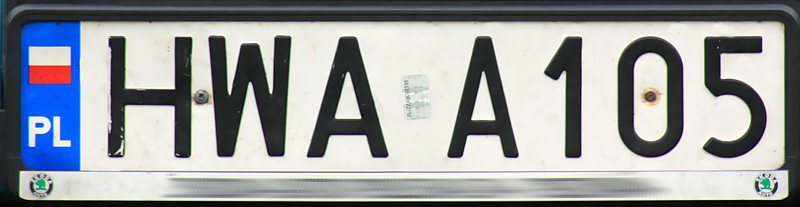
Plaque de garde-frontières polonais.

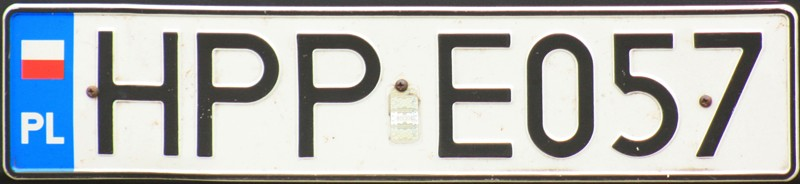
Plaque de la police polonaise, voïvodie de Grande-Pologne.

Les véhicules du Ministère polonais de l'intérieur et de l'administration utilisent des plaques d'immatriculation qui commencent par la lettre H. La seconde lettre désigne le service :
- HA : bureau central de lutte contre la corruption ;
- HB : bureau de la protection du gouvernement ;
- HC : douanes ;
- HK : agence de sécurité intérieure et agence de renseignement extérieur ;
- HM : agence de contre-espionnage militaire et agence de renseignement militaire ;
- HP : Police ;
- HS : contrôle fiscal ;
- HW : gardes-frontières.

### Plaques de la police
| Les plaques débutent par les lettres HP. La 3e lettre identifie la nature du service ou le lieu de rattachement. Il est à noter que cette 3e lettre n'a pas de rapport avec la lettre attribuée à chaque voïvodie sur les plaques normales. Ainsi, la lettre attribuée à la voïvodie de Basse-Silésie est D pour les plaques normales et B pour les plaques de la police. | \| Code \| Signification \| \| ---- \| --------------------------------------------------------------------------------------------------------------------- \| \| HPA \| commandement général de la police polonaise \| \| HPB \| Basse-Silésie \| \| HPC \| Couïavie-Poméranie \| \| HPD \| Lublin \| \| HPE \| Lubusz \| \| HPF \| Łódź \| \| HPG \| Petite-Pologne \| \| HPS \| Mazovie \| \| HPJ \| Opole \| \| HPK \| Basses-Carpates \| \| HPL \| académie de police de Szczytno écoles de police de Piła, Słupsk et Katowice centre d'éducation de police de Legionowo \| \| HPM \| Podlachie \| \| HPN \| Poméranie \| \| HPP \| Silésie \| \| HPS \| Sainte-Croix \| \| HPT \| Varmie-Mazurie \| \| HPU \| Grande-Pologne \| \| HPW \| Poméranie occidentale \| \| HPZ \| commandement de la police métropolitaine \| |
| Code | Signification |
| HPA | commandement général de la police polonaise |
| HPB | Basse-Silésie |
| HPC | Couïavie-Poméranie |
| HPD | Lublin |
| HPE | Lubusz |
| HPF | Łódź |
| HPG | Petite-Pologne |
| HPS | Mazovie |
| HPJ | Opole |
| HPK | Basses-Carpates |
| HPL | académie de police de Szczytno écoles de police de Piła, Słupsk et Katowice centre d'éducation de police de Legionowo |
| HPM | Podlachie |
| HPN | Poméranie |
| HPP | Silésie |
| HPS | Sainte-Croix |
| HPT | Varmie-Mazurie |
| HPU | Grande-Pologne |
| HPW | Poméranie occidentale |
| HPZ | commandement de la police métropolitaine |

### Plaques militaires

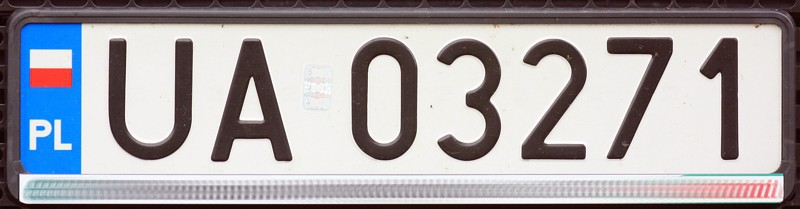
Plaque militaire

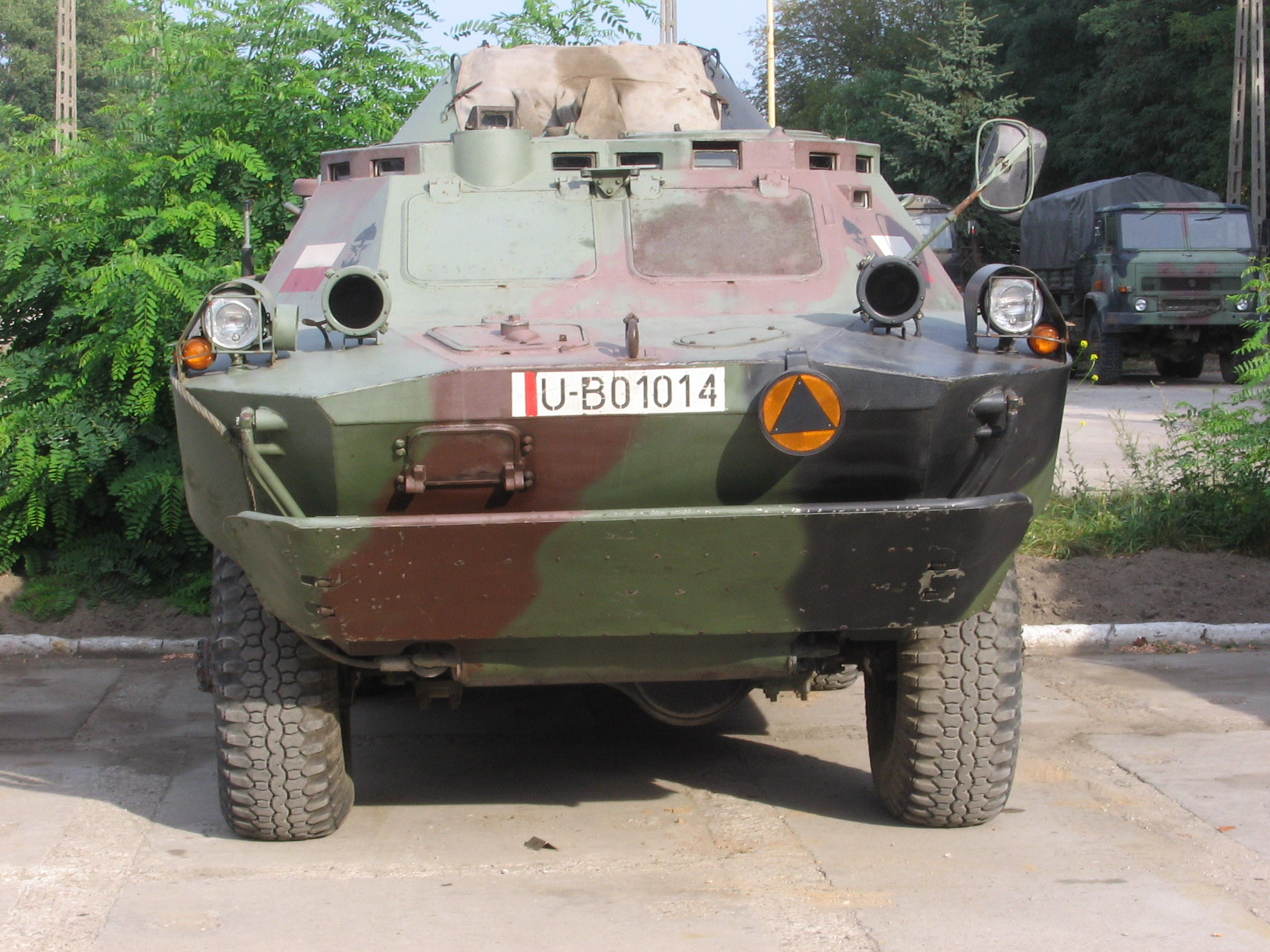
BRDM-2 avec une plaque d'immatriculation peinte sur le véhicule

L'armée polonaise utilise des plaques d'immatriculation qui commencent par la lettre "U" à la place du code de la voïvodie. La lettre suivante désigne l'utilisation du véhicule :
- UA : voitures, véhicules tout-terrain et véhicules spécialisés basées sur les véhicules ou tout-terrain ;
- UB : blindés de transport de troupes ;
- UC : camions militaires ;
- UD : bus ;
- UE : camions ;
- UG : camions spéciaux ;
- UI : remorques de transport ;
- UJ : remorques spéciales ;
- UK : motocyclettes ;
- UL : véhicules civils qui sont utilisés par l'armée en cas de mobilisation.

La lettre T à la fin du numéro minéralogique désigne un véhicule à chenilles. Les militaires ne sont pas obligés d'utiliser les plaques d'immatriculation standard sur les véhicules à chenilles et les blindés. Les numéros peuvent être peints sur le véhicule lui-même ou appliqués sous forme d'autocollants.

## Autres plaques

### Véhicules de collection

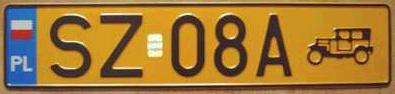
Plaque d'un véhicule de collection de Zabrze

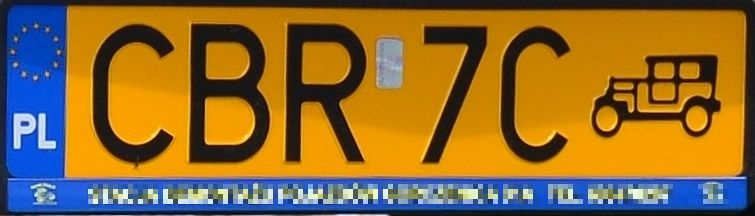
Plaque de collection polonaise (depuis le 1er mai 2006)

Les véhicules de collection arborent des plaques d'immatriculation de couleur jaune, sur la droite desquelles on trouve l'image d'une voiture ancienne.
Comme pour les véhicules normaux, le numéro minéralogique débute par 2 ou 3 lettres identifiant le district (powiat) ou la ville-district du lieu de résidence du propriétaire. 
Dans les powiats codifiés en 2 lettres, la plaque peut être aux formats suivants :
- 2 lettres + 2 chiffres + 1 lettre ;
- 2 lettres + 3 chiffres.

Dans les powiats codifiés en 3 lettres, on peut avoir les formats suivants : 
- 3 lettres + 1 chiffre + 1 point ;
- 3 lettres + 2 chiffres ;
- 3 lettres + 1 lettre + 1 chiffre.

Seuls les véhicules de plus de 25 ans, qui ne sont plus produits depuis 15 ans et contenant au moins 75 % de pièces d'origine peuvent être enregistrés comme véhicules de collection. En sont exclus les prototypes jamais produits, les véhicules d'une très grande valeur historique ou ceux qui sont « des exemples de solutions technologiques originales ou importantes ».

### Plaques temporaires

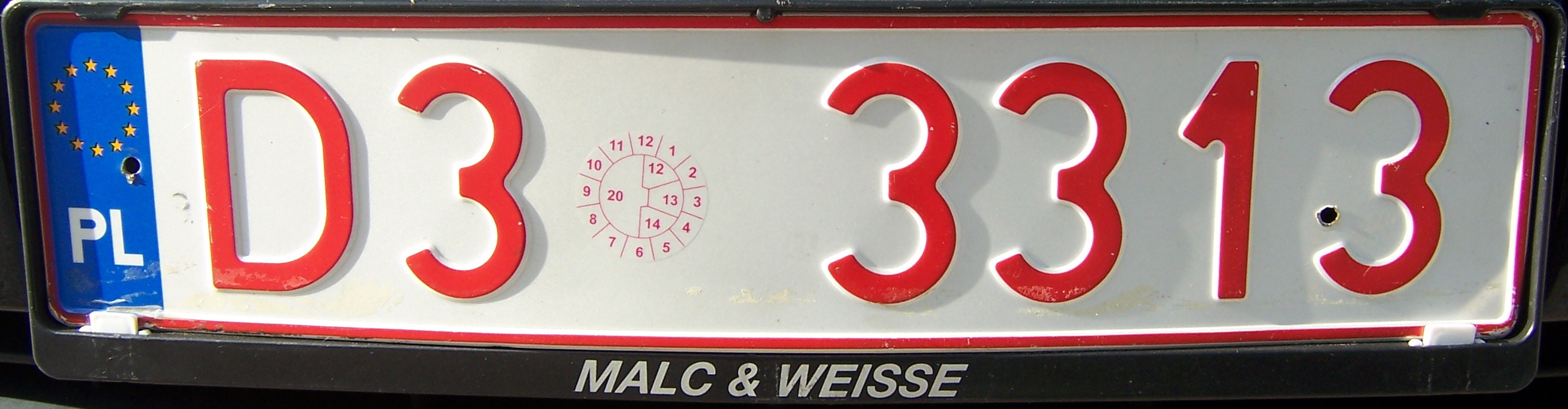
Plaque temporaire de Basse-Silésie

Les plaques d'immatriculation temporaires sont rouges (liseré et caractères) sur fond blanc. Leur durée de validité est limitée. La 1re lettre identifie la voïvodie et est suivie par un chiffre. On trouve ensuite 3 ou 4 caractères qui ne peuvent pas terminer par la lettre B.

### Véhicules d'essais

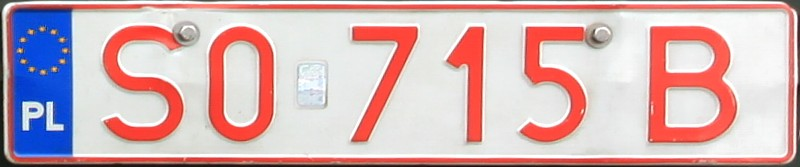
Plaque temporaire de la Voïvodie de Silésie

Les plaques pour les véhicules d'essai sont, comme plaques temporaires, rouges (liseré et caractères) sur fond blanc. Elles se différencient de ces dernières par la présence de seulement 3 chiffres après l'hologramme et elles se terminent toujours par la lettre B (B signifie badawcza, qui se traduit par «recherche»). Seuls les constructeurs automobiles et les centres automobiles de recherche et développement peuvent émettre ces plaques.

### Plaques personnalisées

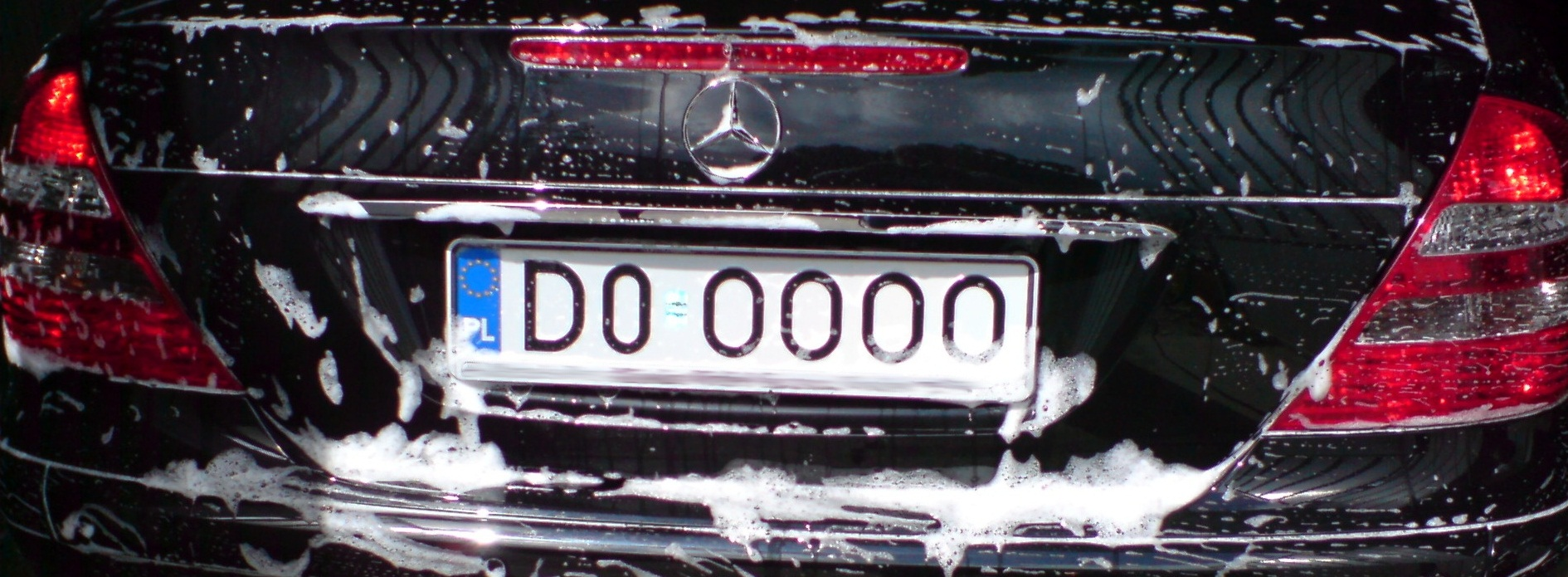
Plaque personnalisée de la voïvodie de Basse-Silésie

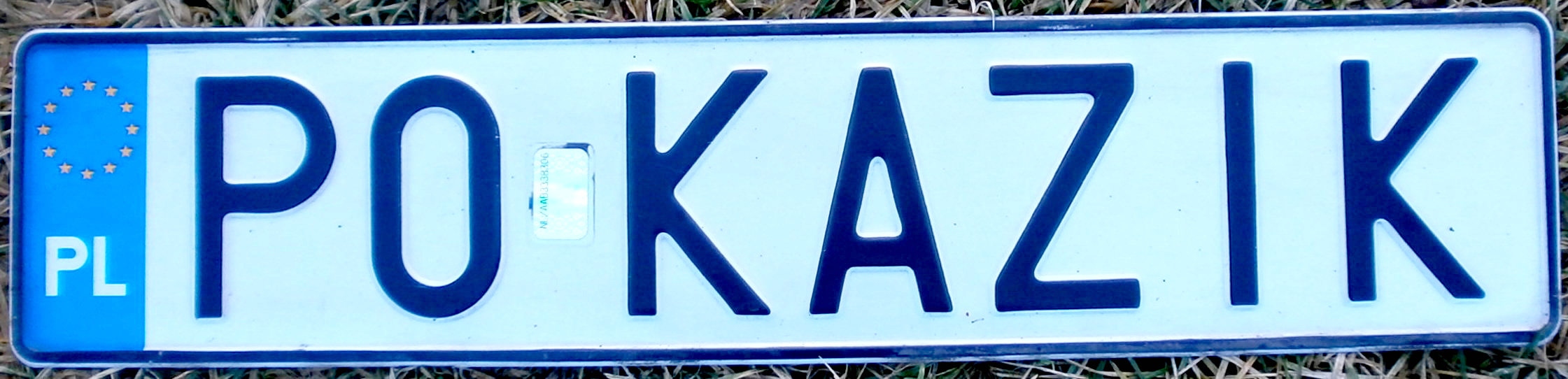
Plaque personnalisée de la voïvodie de Grande-Pologne.

Pour environ 150 €, on peut obtenir une plaque d'immatriculation personnalisée. Ces plaques sont noires sur fond blanc comme les plaques normales. Chaque numéro personnalisé commence par la lettre désignant la voïvodie, suivie d'un chiffre. L'hologramme vient ensuite, puis 3 à 5 caractères (lettres et/ou chiffres) choisis par le propriétaire qui est toutefois tenu aux contraintes suivantes : 
- le premier caractère doit être une lettre ;
- les 3 derniers caractères ne peuvent pas être des chiffres ;
- les lettres viennent avant les chiffres : ils ne peuvent donc pas être mélangés ;
- les lettres latines (sauf le Q) peuvent être utilisées (à la différence des plaques d'immatriculation normales) ;
- le résultat de la personnalisation ne doit pas avoir de contenu offensant.

### Plaques diplomatiques

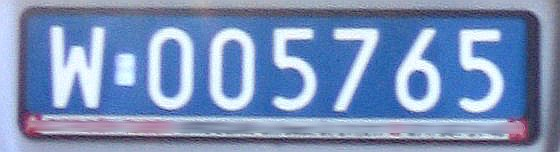
Plaque diplomatique polonaise pour l'Allemagne (code 005)

Les plaques diplomatiques sont blanches sur fond bleu. Elles se composent toujours d'une lettre identifiant la voïvodie et de 6 chiffres.
Ces plaques commencent presque toujours par W car la plupart des ambassades se trouvent à Varsovie, dans la voïvodie de Mazovie dont le code est W.
Les 3 premiers chiffres permettent d'identifier le pays (cf. tableau déroulant ci-dessous). Un exemple d'immatriculation consulaire : W 003801. Le W signifie comme l'est expliqué ci-dessus Varsovie. Le 003801 signifie que c'est la voiture du Consul de France.
Les 3 derniers chiffres permettent de déterminer l'affectation du véhicule :
- 001 à 199 : véhicules privés du personnel diplomatique ;
- 200 à 299 : véhicules privés des attachés militaires ;
- 300 à 399 : véhicules privés du personnel non-diplomatique ;
- 501 : véhicule de l'ambassadeur ;
- 500-599, 700 à 799 : véhicules officiels des ambassades ;
- 801 : véhicule du Consul ;
- 800 à 999 : véhicules du personnel consulaire.

## Prix des plaques d'immatriculation
- Voiture : 256 zł ;
- Motocyclette : 103 zł ;
- Cyclomoteur : 40 zł ;
- Plaque personnalisée : 500 zł par plaque (il en faut 2 pour les voitures, les bus, les camions mais une seule pour les motos) ;
- Véhicule de collection : 50 zł par plaque ;
- Plaque temporaire : 30 zł pour une voiture, 12 zł pour une moto ou un cyclomoteur.

100 zł = 23,9045 € (le 22/09/2014).